# Disimilación
En fonología, y como parte de la lingüística histórica, la disimilación es un fenómeno por el cual sonidos consonánticos de una palabra se hacen diferentes. A veces se arguye que la disimilación produce formas más fáciles de reconocer por el oyente (mientras que la asimilación produciría formas más fáciles de pronunciar para el hablante), con la consecuencia de que tales resultados son de hecho la causa de los cambios. Pero todas estas especulaciones no se sustentan en datos objetivos. Es más, la disimilación, incluso en mayor grado que la asimilación, suele aparecer por una articulación inadecuada.
De cualquier modo, ambos procesos pueden conllevar un cambio en la pronunciación de un segmento adyacente al afectado o separados por otros; y pueden inducir un cambio relacionado con una parte precedente o posterior en el vocablo. Así como la asimilación, la disimilación anterior es mucho más común que la posterior; pero justo al contrario que el otro fenómeno, la mayoría de las disimilaciones afectan a partes no contiguas a la inicial. También, mientras que muchos tipos de asimilación tienen fuente en una ley fonética, relativamente pocos procesos disimilatorios se relacionan directamente con ellas. La mayoría tienen naturaleza de hecho accidental ocurrido sobre una forma léxica.

## Ejemplos

### Disimilación anterior a distancia (de lejos la más común)
- Latín *medio-diēs (‘mediodía’) se convierte en merīdiēs.
- El latín venēnum ‘veneno’ > italiano veleno.
- Esta categoría incluye un extraño ejemplo de ley sonora sistemática, la disimilación de la aspirada en griego y sánscrito conocida como Ley de Grassmann: 
  - thi-thē-mi ‘pongo’ (con reduplicación) > griego ti-thē-mi,
  - phakhu- ‘grueso’ > griego pakhu-,
  - sekhō ‘tengo’ > *hekhō > griego ekhō (cf. futuro *hekh-s-ō > heksō).
- Algunos casos aparentemente son problemáticos, como el inglés eksetera por etcetera, que puede ser más una contaminación de las numerosas formas en eks- (o una combinación de influencias), si bien la forma incorrecta y común ect indica disimilación.

### Disimilación anterior de una zona contigua (muy rara)
- El cambio de fricativa a articulación sorda en una secuencia de fricativas puede incluirse aquí: 
  - Protogermánico *seχs ‘seis’ > anglosajón siex /ks/, alemán sechs /zeks/.
  - En sánscrito, en toda secuencia original de dos sibilantes la primera se convierte en sorda (a menudo con desarrollo posterior): raíz vas- ‘vestir’, fut. vas-sia- > vatsia-; wiś-s ‘clan’ (nom.sg.) > *viťś > *viṭṣ > viṭ (los grupos finales se simplifican); *wiś-su locativo pl. > *viṭṣu > vikṣu.
  - El inglés amphitheater se pronuncia a menudo ampitheater (si bien la pronunciación ortográfica puede ser toda o parte de la causa).

### Disimilación posterior a distancia (bastante común)
- Latín rārus ‘raro’ > italiano rado.
- El inglés cardamom, la especia, normalmente cardamón o cardamomo.
- En inglés medio, en una amplia lista de palabras acabadas en -n pero precedidas de consonante apical la -n cambió a -m: seldom, whilom, random, venom.
- El inglés marble es en última instancia heredero del latín mármor.
- El ruso февраль /fevrˈalʲ/ ‘febrero’ deriva del latín februārius.

### Disimilación posterior de un segmento contiguo (algo rara)
- Latín hóminem ‘hombre’ > castellano antiguo omne > omre > español hombre.
- Latín nóminem ‘nombre’ > nomre > nombre.
- Muchos otros ejemplos: consuetúdinem > costumbre, fáminem > hambre, pignoram > péñora > peñdra > prenda, etc.
- Inglés chimney (oficial) > chim(b)ley.
- Protoeslávico *sveboda ‘libertad’ > eslovaco sloboda.